# Dell (Arkansas)
Dell es un pueblo ubicado en el condado de Misisipi en el estado estadounidense de Arkansas. En el Censo de 2020 tenía una población de 194 habitantes y una densidad poblacional de 50,13 personas por km².

## Geografía
Dell se encuentra ubicado en las coordenadas 35°51′33″N 90°1′35″O / 35.85917, -90.02639. Según la Oficina del Censo de los Estados Unidos, Dell tiene una superficie total de 3.87 km², de la cual 3.87 km² corresponden a tierra firme y (0%) 0 km² es agua.

## Demografía
Según el censo de 2010, había 223 personas residiendo en Dell. La densidad de población era de 57,59 hab./km². De los 223 habitantes, Dell estaba compuesto por el 99.55% blancos, el 0% eran afroamericanos, el 0% eran amerindios, el 0% eran asiáticos, el 0% eran isleños del Pacífico, el 0.45% eran de otras razas y el 0% pertenecían a dos o más razas. Del total de la población el 0.45% eran hispanos o latinos de cualquier raza.